# Carel van Schaik

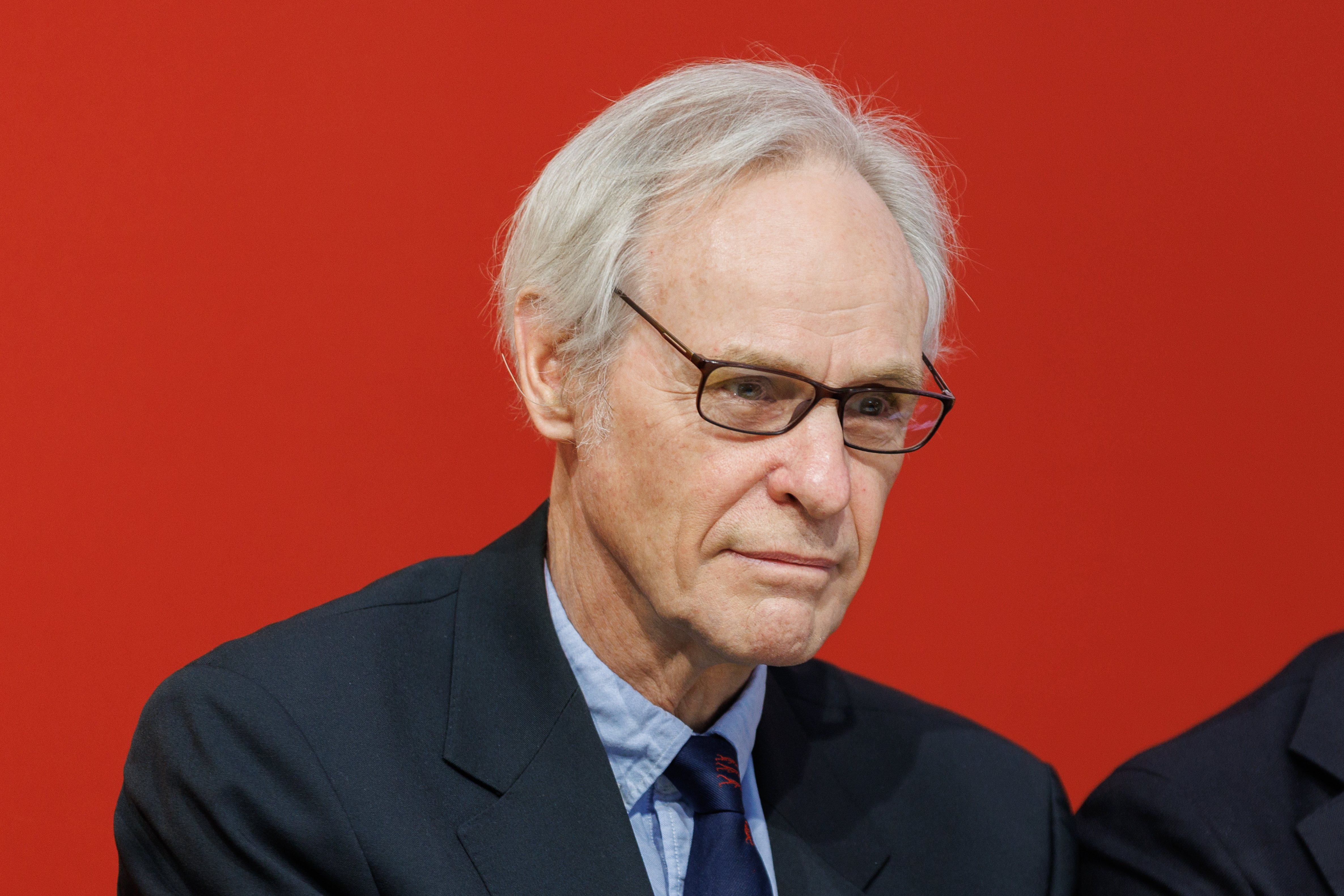
van Schaik (2025)

Carolus Philippus „Carel“ van Schaik (* 1953) ist ein niederländischer Zoologe und Anthropologe, der von 2004 bis 2018 als Professor und Direktor des Instituts und des Museums für Anthropologie an der Universität Zürich wirkte.

## Biographie
Van Schaik studierte Biologie an der Universität Utrecht. Er war bis 1984 Mitarbeiter der Netherlands Foundation for the Advancement of Tropical Research. Nach einigen Forschungsjahren an der Princeton University wurde van Schaik 1989 außerordentlicher Professor am Institut für Biologie, Anthropologie und Anatomie der Duke University in Durham. Von 2004 bis zu seiner Emeritierung im August 2018 lehrte er an der Universität Zürich. Die Königlich Niederländische Akademie der Wissenschaften ernannte ihn 2007 zu ihrem korrespondierenden Mitglied. Carel van Schaik war von 2010 bis 2017 Mitglied der Kommission Bildung der Schweizerischen Studienstiftung.
Van Schaik forscht über Primaten, vor allem über die auf den beiden indonesischen Inseln Borneo und Sumatra lebenden Orang-Utans. Sein Interesse gilt dabei den sozialen Interaktionen von Orang-Utans, dem Gebrauch von Werkzeugen und den sich daraus entwickelnden sozialen Kompetenzen.

## Veröffentlichungen
- zusammen mit Harald Meller und Kai Michel: Die Evolution der Gewalt. Warum wir Frieden wollen, aber Kriege führen. Eine Menschheitsgeschichte. dtv, München 2024, ISBN 978-3-423-28438-7.[6]
- zusammen mit Kai Michel: Mensch sein. Von der Evolution für die Zukunft lernen. Hamburg: Rowohlt, 2023, ISBN 978-3-498-00327-2.
- zusammen mit Kai Michel: Die Wahrheit über Eva. Die Erfindung der Ungleichheit von Frauen und Männern. Hamburg: Rowohlt, 2020, ISBN 978-3-498-00112-4.
- zusammen mit Kai Michel: Das Tagebuch der Menschheit. Was die Bibel über unsere Evolution verrät. Reinbek: Rowohlt, 2016, ISBN 978-3-498-06216-3.
- van Schaik et al.: Orangutan Cultures and the Evolution of Material Culture. In: Science, Band 299, Nr. 5603, 2003, S. 102–105, DOI:10.1126/science.1078004
- van Schaik, C. P. (1982). Why are diurnal primates living in groups? Behaviour, 87, 120-144.
- van Schaik, C. P., Deaner, R. O.,  Merrill, M. Y. (1999). The conditions for tool use in primates: implications for the evolution of material culture. Journal of Human Evolution, 36(6), 719-741.
- van Schaik, C. P., Dunbar, R. I. (1990). The evolution of monogamy in large primates: A new hypothesis and some crucial tests. Behaviour, 115(1-2), 30-62.
- van Schaik, C. P., Kappeler, P. M. (1996). The social systems of gregarious lemurs: Lack of convergence with anthropoids due to evolutionary disequilibrium? Ethology Formerly Zeitschrift fuer Tierpsychologie, 102(11), 915-941.
- van Schaik, C. P., Kappeler, P. M. (1997). Infanticide risk and the evolution of male-female association in primates. Proceedings of the Royal Society of London, Series B, Biological Sciences, 264(1388), 1687–1694.
- van Schaik, C. P, van Noordwijk, M. A. (1985). Evolutionary effect of the absence of felids on the social organization of the macaques on the island of Simeulue (Macaca fascicularis fusca, Miller 1903). Folia Primatologica, 44(3-4), 138-147.
- van Schaik, C. P., Van Noordwijk, M. A., Warsono, B.,  Sutriono, E. (1983). Party size and early detection of predators in Sumatran forest primates. Primates, 24(2), 211-221.